# Beverly Pérez Rego
Beverly Pérez Rego (o Beverley Pérez Rego) (Halifax, Canadá) es una poeta, traductora y músico venezolana. Es socióloga y licenciada en Letras egresada de la Universidad Central de Venezuela.

## Biografía
Beverly Pérez Rego nació en Halifax, Canadá, de padre venezolano y madre inglesa. Vivió su infancia en Canadá y Brasil. Después de concluir estudios de sociología en la Universidad del Sagrado Corazón, San Juan, Puerto Rico, se estableció en Caracas e ingresó a la Escuela de Letras de la Universidad Central de Venezuela en 1986. Durante su carrera en la UCV, participó en talleres literarios, comenzó su actividad como escritora y publicó sus primeros textos en revistas locales. En 1989, ingresó al Taller de Expresión Literaria del Centro de Estudios Latinoamericanos Rómulo Gallegos CELARG, conducido por el poeta Armando Rojas Guardia. El profesor y poeta Rafael Cadenas fue tutor de su tesis de grado, el poemario Libro de cetrería (publicado en 1994). Su primer libro (Artes del vidrio) fue publicado por el Fondo Editorial Pequeña Venecia en 1992. Actualmente reside en Caracas, donde se dedica a la poesía, la traducción literaria y a su trabajo como músico y vocalista.

## Obra
Sin pertenecer a grupos literarios, Pérez Rego desarrolla una obra independiente y personal, notablemente influida por la tradición poética inglesa y por la obra de poetas venezolanos como José Antonio Ramos Sucre, que la lleva a explorar el poema en prosa; Juan Sánchez Peláez, Eugenio Montejo y Ramón Palomares. Otra influencia notable es su lectura del poeta cubano José Lezama Lima. 
Pérez Rego ha señalado que su obra revela la influencia de su bilingüismo, y la búsqueda y exaltación de la Imagen como "imán" o vórtice del poema. Su poesía también refleja su interés por añadir temáticas y elementos formales inéditos a sus textos, anclados en lo diánico o artemisal, y elementos ritualísticos. En una exploración profunda de la voz femenina como poética y destino literario, su poesía indaga en la paradoja de la herencia patriarcal, que se manifiesta en su doble faz: como posible restricción, o como fuerza propulsora en el abordaje de la escritura femenina.
Predomina en los textos de Pérez Rego el poema en prosa, que engarza las narraciones del antiguo relato oral con lirismo alegórico y ritual del salmo y el proverbio que evoca al dios ritual, terrible y protector. En la maduración de esta voz lírica, polisémica, oscura, imprecatoria y seductora, el referente último es el poder sin límites de la palabra poética. (Monte Ávila Editores Latinoamericana, 2006)

## Poesía
- 1992 Artes del vidrio. Caracas, Fondo Editorial Pequeña Venecia
- 1994 Libro de cetrería. Maracay, Ediciones Casa de la Cultura de Maracay, Colección El Cuervo
- 1998 Providencia. Coro, Fondo Editorial del Estado Falcón, Ediciones Libros Blancos. ISBN 980-333-155-8
- 2002 Grimorio
- 2004 Escurana. Caracas, Fondo Editorial Eclepsidra, Casa de la Poesía Pérez Bonalde. ISBN 980-6480-24-4
- 2006 Poesía reunida. Prólogo de Juan Calzadilla. Caracas, Monte Ávila Editores Latinoamericana. ISBN 980-01-1393-2

## Traducciones
- 1996 Tristia, Alejandro Oliveros (edición bilingüe). Caracas, Editorial RWM
- 2008 Louise Glück- poesía selecta. Caracas, Universidad Metropolitana, Colección Luna Nueva. ISBN 978-980-247-146-1

## Premios
- 1994 Premio Bienal Casa de la Cultura de Maracay, por Libro de cetrería
- 1997 Premio Bienal Elías David Curiel, por Providencia
- 2002 Mención única, Bienal José Rafael Pocaterra, por Grimorio
- 2003 Mención única Bienal Francisco Lazo Martí, por Escurana